# どんちっち三魚
どんちっち三魚（どんちっちさんぎょ）は、島根県浜田市がピーアールしている「どんちっち」ブランドのうち、魚につけられたものをとくに指す場合に使われる言葉である:24,193。

## 概要
魚における「どんちっち」は島根県浜田市産物ブランド化戦略会議事務局が2003年に定めたブランド名のことで、浜田港で水揚げされるマアジ・ノドグロ・カレイに「どんちっち」というブランド名を付けてピーアールに取り組んでいる。
三魚に科学的データに基づいた厳しいブランド規格を設定し、それに合格した魚にのみ「山陰浜田港・どんちっち」のブランドシールを貼って商品として売り出すことで、ブランド化で魚価が向上するとともに、他港の船が三魚を浜田港へ水揚げするようになった。

## 魚の種類
- どんちっちアジ[7][8]

浜田市で水揚げされた黒アジのブランドアジ:12:198。
概ね4月から9月の期間に島根県西部沖の漁場で巻き網漁船で漁獲され、浜田漁港に水揚げされたマアジ。サイズは50グラム以上、平均脂質含有量は10パーセント以上のもののみが「どんちっちアジ」となる。
普通の黒アジの脂の含有量がおよそ3.5-7%なのに対して、どんちっちアジは10-15%もある:12
規格をクリアしたマアジには、仲買の事業者名や代表者名などの生産者情報を記したシールを貼って出荷している。
他のブランドアジが一本釣りなどで獲られているため高額で取引されているのに対して、どんちっちアジは撒き餌漁で獲られているため比較的安い:13:198。
アジの「どんちっち」のブランドは元々は高値で売ることを目的にしたものではなく、値崩れを防ぐためのものである。ブランド化して他のアジとの差別化を明確にすることで大漁の時でも値崩れを防いでいる:62-63。
また、ゆるキャラの「しまねっこ」の好きな食べ物は「どんちっちアジ」という設定になっている。、
- どんちっちノドグロ[16]

8月から翌年の5月に山陰沖西部で沖合底引き網漁船で漁獲されたアカムツで、サイズが80グラム以上のものが「どんちっちノドグロ」のブランド名で出荷される。
このノドグロは、浜田市内の小中学校の給食にも提供されている。
なお、ノドグロは浜田市の魚に指定されている:193。2009年に市の魚をノドグロにしたが、それまでの市の魚はカレイだった。
- どんちっちカレイ[20]

ムシガレイ（ミズガレイ）、ソウハチ（エテガレイ）、ヤマギムシガレイ（ササガレイ）の3種類のカレイがブランド化されている:36-37。
8月から翌年の2月にかけて山陰沖西部で沖合底引き網漁船で漁獲され、サイズが50グラム以上のものが「どんちっちカレイ」として出荷される。
浜田市で水揚げされたカレイの中でも高品質のものだけが“どんちっち”の名を冠してブランド魚「どんちっちカレイ」として出荷できる。やわらかな身で上品なうまみがある。

## テーマソング
浜田市水産業振興協会が制作したテーマソング「どんちっち」がある。2006年に発表され、作詞は「おさかな天国」を作詞した井上輝彦、歌は富岡美保で、曲はサンバ調で軽快なリズムに乗せて歌われている。